# Apamea cinefacta
Apamea cinefacta är en fjärilsart som beskrevs av Augustus Radcliffe Grote 1881. Apamea cinefacta ingår i släktet Apamea och familjen nattflyn. Inga underarter finns listade i Catalogue of Life.